# Schaan

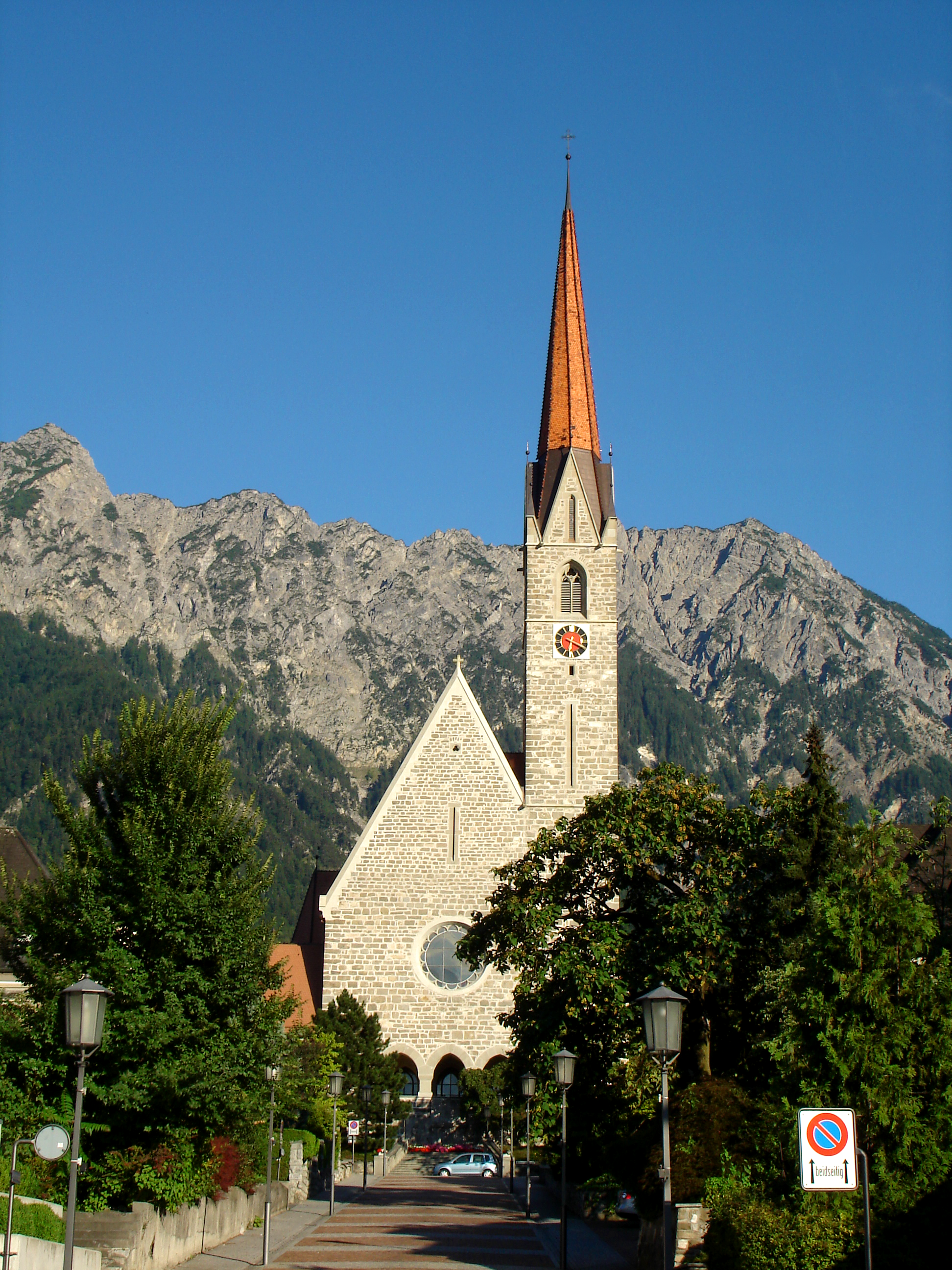
Schaans kyrka

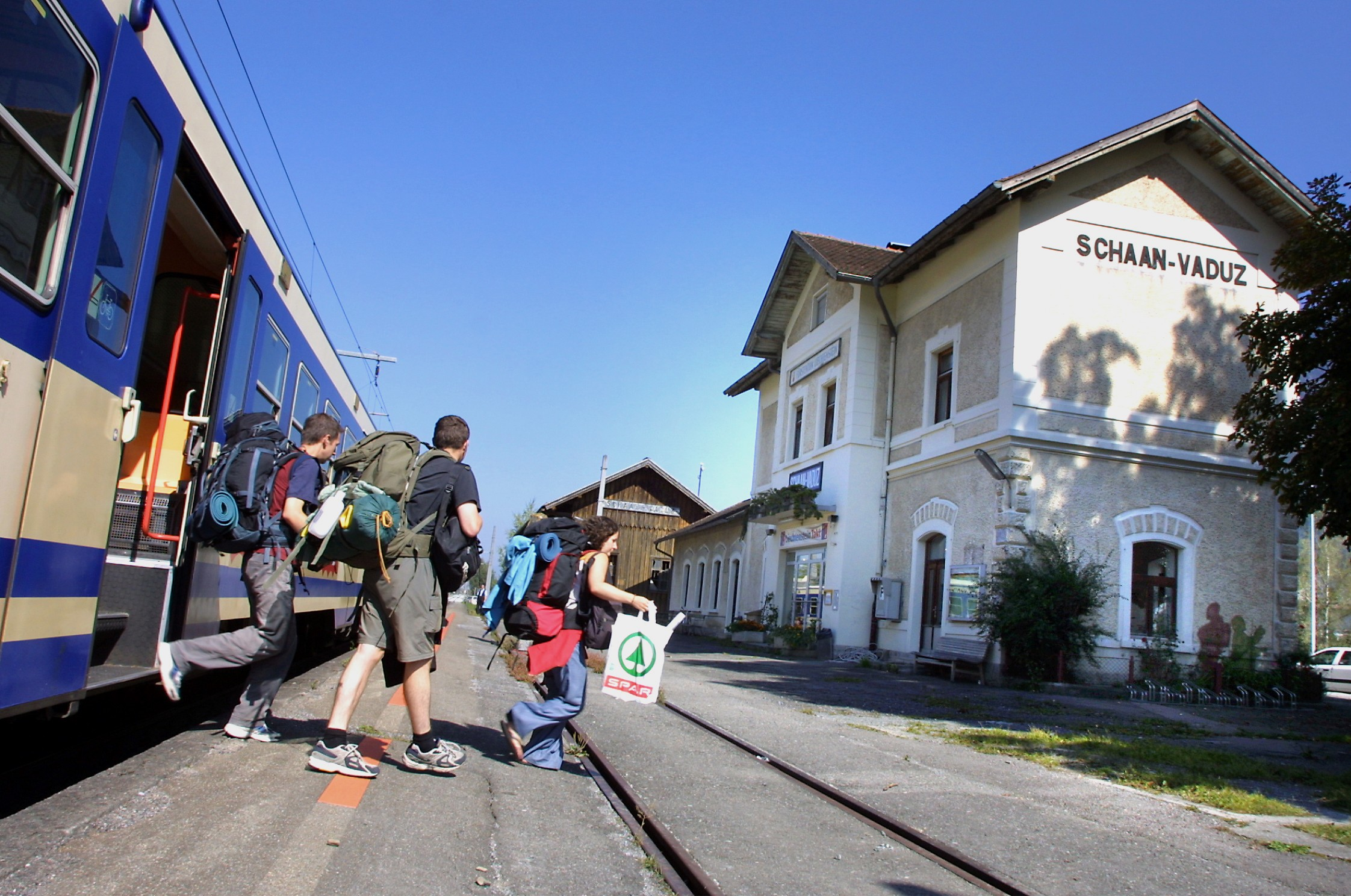
Schaan-Vaduz järnvägsstation

Schaan är till invånarantalet räknat den största kommunen i Liechtenstein, belägen i det centrala landet nära huvudstaden Vaduz. År 2016 hade kommunen 6 002 invånare och en yta på 26,8 km² inklusive berg och skog. I Schaan ligger järnvägsstationen Schaan-Vaduz med tågförbindelser till Schweiz och Österrike. Byggteknikföretaget Hilti grundades här och har sitt huvudkontor på orten.